# Olga Pilipova
Olga Pilipova, kazahstanska lokostrelka, * 9. september 1983.
Sodelovala je na lokostrelskem delu poletnih olimpijskih igrah leta 2004, kjer je osvojila 57. mesto v individualni konkurenci.